# Molliens-Dreuil
Molliens-Dreuil település Franciaországban, Somme megyében. Lakosainak száma 924 fő (2022. január 1.). Molliens-Dreuil Bougainville, Camps-en-Amiénois, Hornoy-le-Bourg, Montagne-Fayel, Oissy, Riencourt és Saint-Aubin-Montenoy községekkel határos.

## Népesség
A település népességének változása:
| Lakosok száma | 836  | 901  | 945  | 958  | 971  | 980  | 961  | 943  | 924  |
|               | 2013 | 2015 | 2016 | 2017 | 2018 | 2019 | 2020 | 2021 | 2022 |